# Tropidophorus laotus
Tropidophorus laotus är en ödleart som beskrevs av  Smith 1923. Tropidophorus laotus ingår i släktet Tropidophorus och familjen skinkar. IUCN kategoriserar arten globalt som livskraftig. Inga underarter finns listade i Catalogue of Life.